# George Watters II
George Watters II (Los Angeles, 19 de setembro de 1949) é um sonoplasta estadunidense. Venceu o Oscar de melhor edição de som na edição de 1991 por The Hunt for Red October com Cecelia Hall na edição de 2002 por Pearl Harbor, ao lado de Christopher Boyes.